# Frontera entre Bélgica y los Países Bajos
La frontera entre Bélgica y los Países Bajos es la frontera internacional entre Bélgica y los Países Bajos, Estados miembros de la Unión Europea y del espacio Schengen. Separa las provincias belgas de Flandes Occidental, Flandes Oriental, Anberes, Limburgo y Lieja (incluida parte de la comunidad germanófona) de las provincias neerlandesas de Zelanda, Brabante Septentrional y Limburgo.

## Trazado
Comienza en el sur del trifinio del Vaalserberg que reúne las fronteras germano-belga y germano-neerlandesa, y luego termina en el este, en el mar del Norte en Zwin. Un total de 369 postes fronterizos en hierro fundido delimitan la frontera. Son puestos esencialmente en los lugares donde la frontera cambia de dirección. Históricamente después de un puesto fronterizo debería poder verse el puesto siguiente. Actualmente esto no es así.

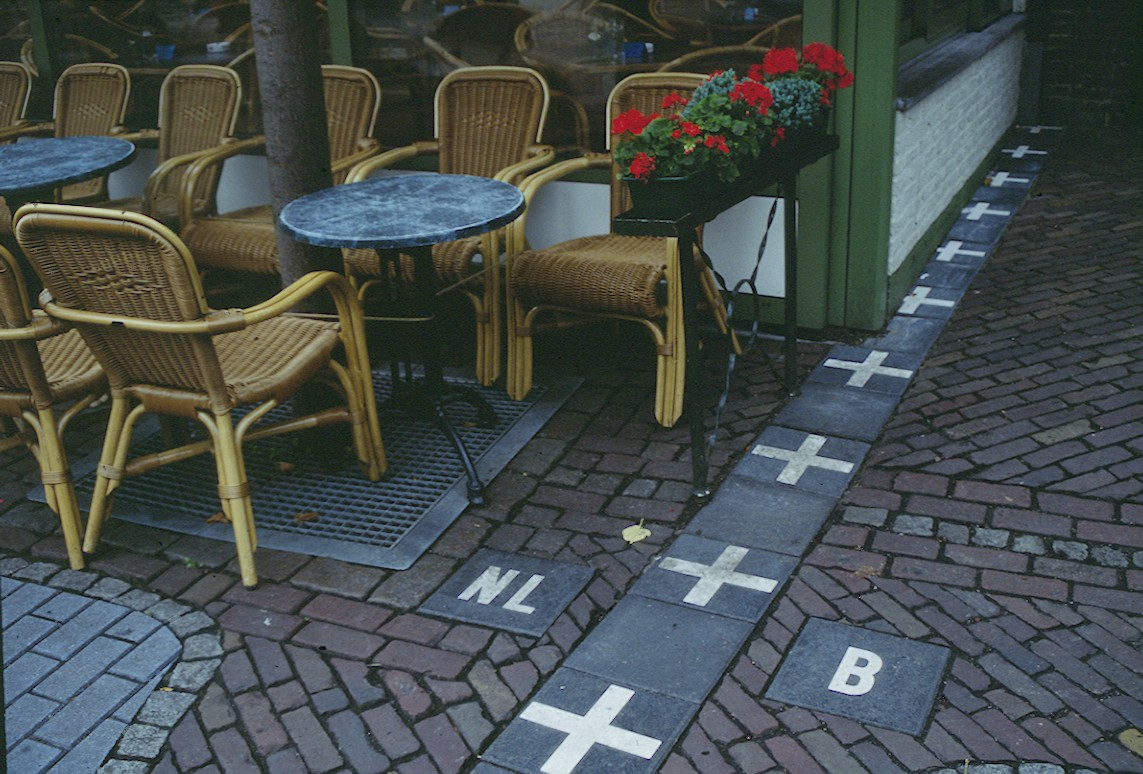
Frontera pasando justo por la terraza de un café en Baarle-Hertog.

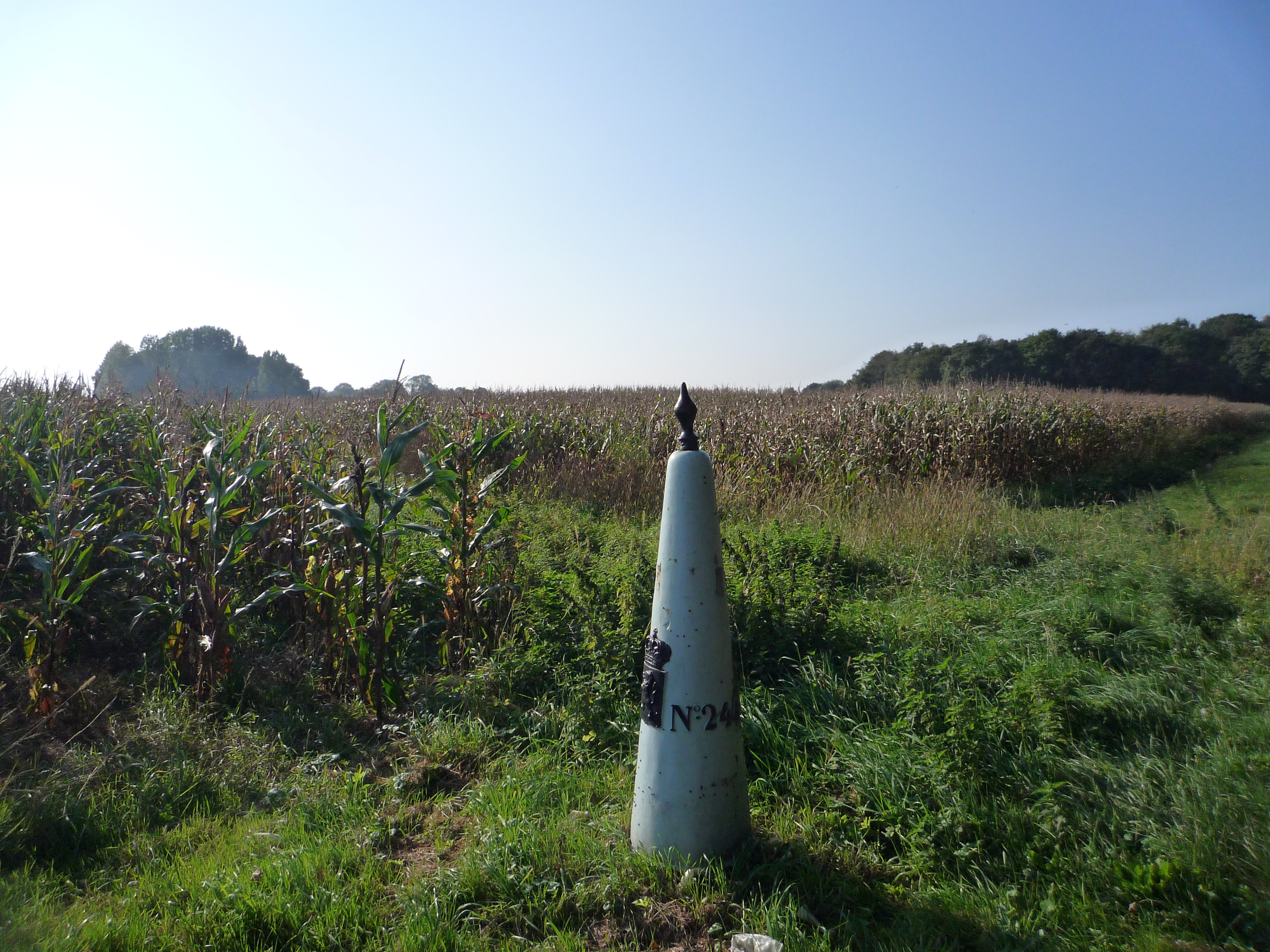
Poste fronterizo entre Maastricht y Kinrooi.

Mapa de Baarle con los diversos enclaves.

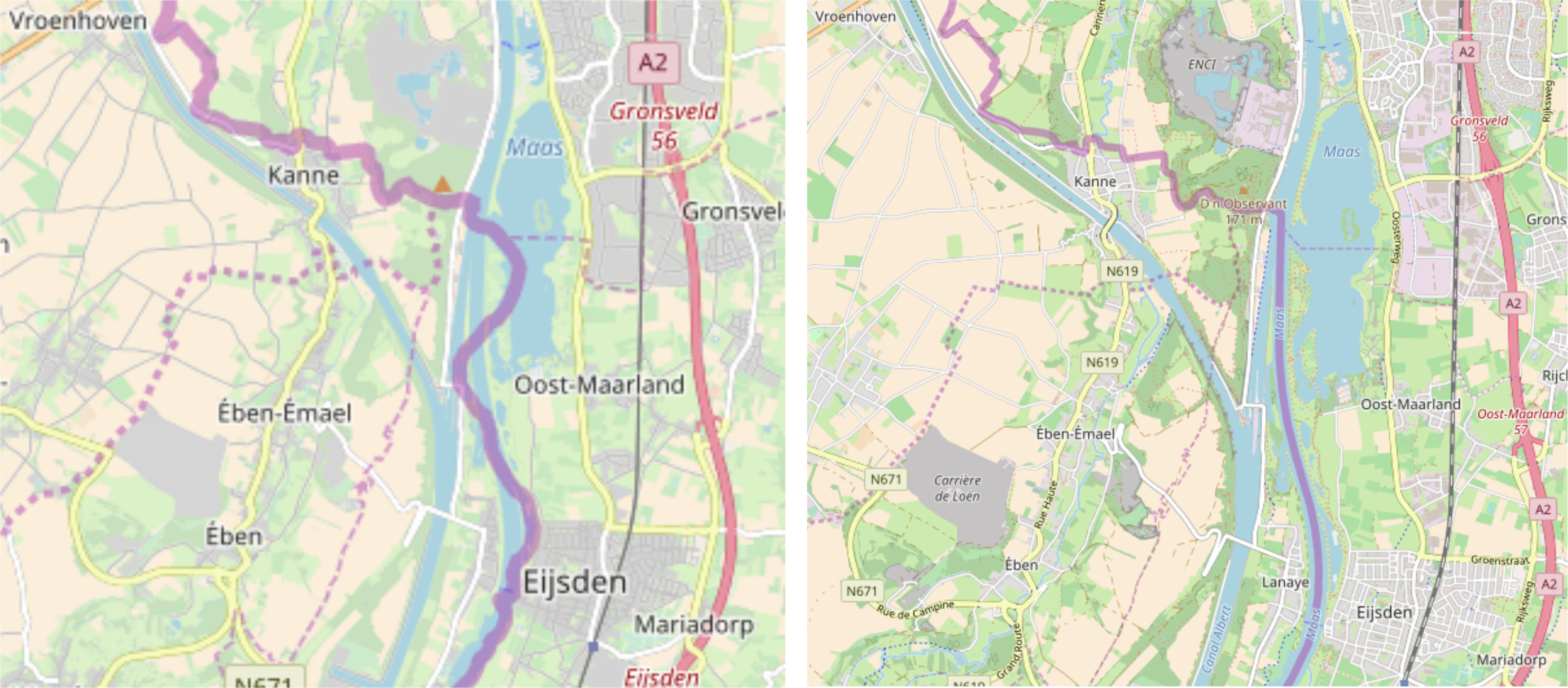
Cambio en la frontera entre Bélgica y los Países Bajos.

Entre Bélgica y el Limburgo neerlandés, la mayor parte de la frontera está formada por el río Mosa. Las otras partes de la frontera son mayoritariamente terrestres. la ciudad de Baarle-Hertog forma un enclave belga en los Países Bajos, y aquí la frontera también tiene la particularidad de cortar algunas casas en dos con un marcado en la frontera.

## Historia
Después de la independencia de Bélgica en 1830, transcurrieron más de diez años antes de que la frontera entre ambos países fuera fijada oficialmente. El primer paso fue la firma del tratado de los XXIV artículos el 19 de abril de 1839 en Londres. Un segundo tratado firmado en Maastricht el 8 de agosto de 1843, fijó definitivamente la frontera. El mismo año se inició la colocación de tablas que delimitaban la frontera: inicialmente 365 postes blancos y negros en hierro fundido marcaron la frontera. Después de la demolición del antiguo brazo de mar de Zwin en 1869, se añadieron cuatro postes adicionales.
Justo es decir que los Países Bajos tenían hasta 1919 una frontera no solo con Bélgica y Alemania, sino también con el Moresnet Neutral, en el punto cuatrifronterizo del Vaalserberg.
En 1915, el Gobierno General Imperial Alemán de Bélgica decidió instalar una valla eléctrica entre Bélgica y los Países Bajos para evitar que los ciudadanos Belgas huyeran a los Países Bajos, un país neutral durante la Primera Guerra Mundial. Fue retirada en 1918, después de la derrota de Alemania. Cuando se definió la frontera, se conservaron algunos enclaves en las comunidades de Baarle-Nassau y Baerle-Duc. La situación de la frontera alrededor de Baarle, datada de la Media Edad, era tan compleja que no se tuvo en cuenta en el establecimiento de la frontera en 1843. El 20 de junio de 1959 una sentencia de la Corte Internacional de Justicia concedió a Bélgica una serie de parcelas disputadas. La frontera no se estableció oficialmente hasta 1995.
La última enmienda oficial de la frontera neerlandesa-belga entró en vigor el 23 de junio de 1999; se refiere a una cierta cantidad de parcelas situadas a ambos lados del canal Gante-Terneuzen y separadas de su país de pertenencia por este mismo canal.
Hay que destacar que si el curso mediano del río Mosa, con la excepción del territorio de Maastricht, tenía que constituir la frontera entre los dos estados desde 1939, la rectificación entre 1962 y 1980 del curso del río entre Visé y Maastricht de la frontera ha creado varios territorios que no son accesibles por vía terrestre del resto del territorio del país del que dependen (Vell Mosa u Oude Maas) y pequeñas fronteras terrestres. Sin embargo, estaba previsto para el 2013 "rectificar" la frontera que corresponde de nuevo al cauce del río efectivo. Si bien Bélgica perdería cerca de 14 hectáreas de tierra, los Países Bajos dispondrían de una de sus reservas más ricas en biodiversidad del país, con una área de aproximadamente 3 hectáreas. La transferencia fue efectiva en 2016, con una pérdida de cerca de diez hectáreas por Bélgica. La cesión de territorio se tendría que producir el primer día del año siguiente a la ratificación del acuerdo por parte de los dos parlamentos, es decir, el 1 de enero de 2018 como máximo. La transferencia tuvo lugar efectivamente el 1 de enero de 2018.